# Anthessius nortoni
Anthessius nortoni är en kräftdjursart som beskrevs av Rolf Dieter Illg 1960. Anthessius nortoni ingår i släktet Anthessius och familjen Anthessiidae. Inga underarter finns listade i Catalogue of Life.